# Real Sport Clube
O Real Sport Clube é um clube com sede localizada na Cidade de Queluz, concelho de Sintra, distrito de Lisboa, em Portugal. É representativo das freguesias de Queluz, Massamá e Monte Abraão.
O Real Sport Clube é um clube recente, dado que advém da fusão de dois clubes a 7 de agosto de 1995: o Grupo Desportivo de Queluz e o Clube Desportivo e Recreativo de Massamá. O seu primeiro presidente foi José Manuel Libório, sendo o atual Adelino Ramos. O futebol é a principal modalidade do clube.
Atualmente joga na Liga 3 com o objetivo de subir à Segunda Liga (Liga Sabseg) para está época 2022/23.

## História
O Real Sport Clube (Real SC) é um clube recente, dado que advém da fusão de dois clubes a 7 de agosto de 1995: o  Grupo Desportivo de Queluz e o Clube Desportivo e Recreativo de Massamá. Com o intuito de criar na cidade de Queluz um clube eclético que pudesse ter uma maior ambição e protagonismo no concelho e a nível nacional, decidiu-se avançar com este projecto que culminou com a junção destes dois clubes até então rivais. Na sua primeira temporada de existência o Real SC subiu à 3ª Divisão Nacional e atingiu a final da Taça de Honra da Associação de Futebol de Lisboa (época 1995/96).
A escolha de Real Sport Clube para o nome do novo clube criado advém da homenagem ao Palácio Real de Queluz, ex-libris da cidade. O próprio emblema do clube ostenta uma coroa, seguida na parte superior das iniciais do clube (lado esquerdo) e de uma bola de futebol (modalidade referência do clube, no lado direito). Na parte inferior esquerda vemos as cores do clube (junção dos equipamentos dos hoje extintos GD Queluz e CDR Massamá), sendo que na parte inferior direita encontra-se o brasão da cidade de Queluz.
Apesar de ser um clube recente, a data de fundação do clube que aparece no brasão e exposta oficialmente é a de 25 de dezembro de 1951, dado que aquando da fusão decidiu-se acatar a mesma data de fundação do Grupo Desportivo de Queluz porque era o clube que tinha a inscrição regularizada na Federação Portuguesa de Futebol, bem como foi decidido que as instalações a utilizar seriam as do mesmo.
O património do Real SC é vasto, estando espalhado pelas três freguesias que compõem a cidade de Queluz (Queluz, Monte Abraão e Massamá).
O sector de Formação é presentemente um dos orgulhos do clube donde têm saído jogadores de renome, como é o caso de Nani, Ruben Tapadas e Leonardo Andrade.
Na época 2006/07 o Real SC terminou na primeira posição da II Divisão (série D). No play-off final, o Real SC não obteve o passaporte para a Segunda Liga após uma derrota acumulada de 7-3 diante do Centro Desportivo de Fátima. Foi derrotado em Queluz por 2-3 na 1ª mão, e por 4-1 na 2ª mão, disputada em Fátima.
No entanto, 10 anos depois o Real Sport Clube obteve  a melhor classificação da sua história. Na época de 2016/17 o Real SC subiu pela primeira vez na sua história à Segunda Liga, ao vencer a série de Subida da Zona Sul do Campeonato Nacional de Seniores. Na finalíssima de Apuramento do Vencedor o Real Sport Clube bateu a Oliveirense por 2-0 e sagrou-se Campeão Nacional no Estádio Municipal do Fontelo em Viseu.
Na temporada 2016/17 o Real Sport Clube também atingiu pela primeira vez os oitavos de final da Taça de Portugal, onde foi eliminado pelo Sport Lisboa e Benfica com uma derrota por 0-3 em jogo disputado no Estádio do Restelo.
Na época 2017/18 disputou a Segunda Liga pela primeira vez na sua história, apesar de ser relegado para a Liga 3 nesse mesmo ano.

## Estádio
A equipa de futebol do Real Sport Clube disputa os seus jogos caseiros no Complexo Desportivo do Real SC em Monte Abraão, junto à estação da CP com o mesmo nome. O Complexo Desportivo do Real Sport Clube foi inaugurado em 1991 e foi a casa do Grupo Desportivo de Queluz até à fusão que originou o Real SC em 1995. O estádio tem uma capacidade de 1 200 pessoas sentadas.
O complexo apresenta um campo relvado principal na área do estádio, onde joga a equipa principal e mais 2 campos sintéticos para as camadas jovens.

## Futebol

### Participações
| Escalão                                               | Nº Presenças | Títulos | Melhor Classificação   |
| 1ª Liga                                               | -            | -       | Nunca participou       |
| 2ª Liga                                               | 1            | -       | 22º (2017/18)          |
| 3ª Liga                                               | 2            | -       | Estreia                |
| IIªB/CNS                                              | 8            | 1       | Campeão 2016/17        |
| IIIª                                                  | 8            | -       | 2º                     |
| AF Lisboa                                             | 6            | 3       | 1º                     |
| Iª AF Lisboa                                          | -            | -       | Nunca participou       |
| IIª AF Lisboa                                         | -            | -       | Nunca participou       |
| Taça de Portugal                                      | 17           | -       | 8ºs de Final (2016/17) |
| Taça da Liga                                          | -            | -       | Estreia (2017/18)      |
| Liga dos Campeões                                     | -            | -       | Nunca participou       |
| inclui a época 2017/2018; - informação não disponível |              |         |                        |

### Classificações
| Escalão                | 95/96 | 96/97 | 97/98 | 98/99 | 99/00 | 00/01 | 01/02 | 02/03 | 03/04 | 04/05 | 05/06 | 06/07 | 07/08 | 08/09 | 09/10 | 10/11 | 11/12 | 12/13                  | 13/14 | 14/15 | 15/16                  | 16/17                        | 17/18   |
| ---------------------- | ----- | ----- | ----- | ----- | ----- | ----- | ----- | ----- | ----- | ----- | ----- | ----- | ----- | ----- | ----- | ----- | ----- | ---------------------- | ----- | ----- | ---------------------- | ---------------------------- | ------- |
| Primeira Liga          | -     | -     | -     | -     | -     | -     | -     | -     | -     | -     | -     | -     | -     | -     | -     | -     | -     | -                      | -     | -     | -                      | -                            | -       |
| Segunda Liga           | -     | -     | -     | -     | -     | -     | -     | -     | -     | -     | -     | -     | -     | -     | -     | -     | -     | -                      | -     | -     | -                      | -                            | Estreia |
| II Divisão / CNS       | -     | -     | -     | -     | -     | -     | -     | -     | -     | -     | 12º   | 1º    | 7º    | 4º    | 12º   | 14º   | -     | -                      | -     | -     | 4º/4º (1ª/2ªF. Manut.) | 2º/1º (1ª/2ªF. Sub.) Campeão | -       |
| III Divisão            | -     | 9º    | 17º   | -     | 15º   | -     | -     | 12º   | 7º    | 2º    | -     | -     | -     | -     | -     | -     | 5º    | 8º/3º (1ª/2ªF. Manut.) | -     | -     | -                      | -                            | -       |
| Pró-Nacional AF Lisboa | -     | -     | -     | -     | -     | -     | -     | -     | -     | -     | -     | -     | -     | -     | -     | -     | -     | -                      | 3º    | 1º    | -                      | -                            | -       |
| Distrital Lisboa       | 2º    | -     | -     | 1º    | -     | 5º    | 1º    | -     | -     | -     | -     | -     | -     | -     | -     | -     | -     | -                      | -     | -     | -                      | -                            | -       |

## Palmarés

### Futebol
Títulos Conquistados:
- Vencedor do Campeonato Nacional de Seniores: 1 (Época 2016/17). Subida à Segunda Liga.
- 3 vezes Campeão Distrital de Lisboa da 1ª Divisão/Pró-Nacional: (Épocas 1998/99, 2001/02 e 2014/15) Subida à 3ª Divisão Nacional/Campeonato Nacional de Seniores em todas as ocasiões.

- Vencedor da Taça de Honra da Associação de Futebol de Lisboa (Época 2013/14)
- Vencedor da Supertaça da Associação de Futebol de Lisboa (Época 2014/15)

Marcos significativos:
- Vice-Campeão Distrital de Lisboa da 1ª Divisão: Subida à 3ª Divisão Nacional (Época 1995/96)
- Finalista vencido da Taça de Honra da Associação de Futebol de Lisboa (Época 1995/96)
- Vice-Campeão Nacional da 3ª Divisão Série E: Subida à 2ª Divisão Nacional (Época 2004/05)
- Vencedor do Nacional da 2ª Divisão Série D: 1 (Época 2006/07). Eliminado no Play-off de Apuramento de Subida à Segunda Liga.

### Futsal
Títulos Conquistados:
- Campeão Nacional da 2ª Divisão: (Época 1997/98 e 1999/2000): Subida à 1ª Divisão Nacional.

### Tiro com arco
ÉPOCA 2008
Equipas Segmento Nacional "Sala"
- Campeões Nacionais Compound Cadetes Homens
- Campeões Nacionais Compound Juniores Homens
- Campeões Nacionais Compound Seniores Senhoras

Títulos Individuais
- Campeão Nacional Recurvo Flechas
- Campeão Nacional Recurvo Cadetes Homens
- Campeão Nacional Compound Juvenis
- Campeão Nacional Compound Cadetes Homens
- Campeão Nacional Compound Juniores Homens

- Vice-Campeã Nacional Recurvo Robins
- Vice-Campeã Nacional Recurvo Cadetes Senhoras
- Vice-Campeão Nacional Recurvo Cadetes Homens
- Vice-Campeão Nacional Compound Cadetes Homens
- Vice-Campeã Nacional Compound Senhoras
- Vice-Campeão Nacional Compound Veteranos Homens

Equipas Segmento Nacional "Campo"
- Campeões Nacionais Recurvo Robins
- Campeões Nacionais Compound Cadetes Homens
- Campeões Nacionais Compound Juniores Homens
- Campeões Nacionais Compound Seniores Senhoras

- Vice-Campeões Nacionais Compound Seniores Homens

Títulos Individuais
- Campeão Nacional Recurvo Flechas
- Campeão Nacional Recurvo Robins
- Campeão Nacional Recurvo Cadetes Homens
- Campeão Nacional Compound Juvenis
- Campeão Nacional Compound Cadetes Homens
- Campeão Nacional Compound Juniores Homens

- Vice-Campeã Nacional Recurvo Cadetes Senhoras
- Vice-Campeão Nacional Compound Cadetes Homens
- Vice-Campeão Nacional Compound Juniores Homens

Época 2007
Equipas Segmento Nacional "Sala"
- Campeões Nacionais Compound Juvenis
- Campeões Nacionais Compound Cadetes Homens

Títulos Individuais
- Campeão Nacional Compound Juvenil
- Campeã Nacional Compound Cadete Senhoras
- Campeão Nacional Compound Cadete Homens

- Vice-Campeão Nacional Recurvo Robin
- Vice-Campeão Nacional Compound Juvenil
- Vice-Campeão Nacional Compound Cadete Homens
- Vice-Campeão Nacional Compound Júnior Homens

Equipas Segmento Nacional "Campo"
- Campeões Nacionais Compound Cadetes Homens

Títulos Individuais
- Campeão Nacional Compound Juvenil
- Campeão Nacional Compound Cadete Homens

- Vice-Campeão Nacional Recurvo Cadete Homens
- Vice-Campeão Nacional Compound Cadete Senhoras
- Vice-Campeão Nacional Compound Júnior Homens

#### Recordes
Nacionais
Equipas Segmento 'Sala'
- Compound Juvenis (2007.10.28)
- Compound Juniores Homens (2008.02.24)
- Compound Cadetes Homens (2007.10.28)
- Compound Seniores Senhoras (2006.10.29)
- Compound Veteranos Homens (2007.02.25)

Individuais
- Compound Juvenil (2006.10.29)
- Compound Júnior Senhoras (2006.11.26)
- Compound Júnior Homens (2008.01.27)
- Compound Cadete Homens (2007.12.02)

Equipas Segmento 'Campo'
- Recurvo Robins (2008.05.04)
- Recurvo Juvenis (2009.06.14)
- Compound Veteranos Homens 'Duplo 70' (2007.04.07)

Individuais
- Recurvo Juvenil 'Duplo 30' (2009.06.21)
- Recurvo Cadete Homens 'Duplo 60' (2009.06.14)
- Compound Robin (2006.04.02)
- Compound Juvenil 'Duplo 30' (2006.05.28)
- Compound Júnior 'Duplo 70' (2008.05.04)